# Асти (вино)
Не следует путать с вином москато д'Асти
Асти (итал. Asti или итал. Asti Spumante) — сладкое белое игристое вино, которое производится в менее возвышенной части Пьемонта (в основном в окрестностях городов Асти и Альба) из белого муската. В 1993 году соответствующий винодельческий район приобрёл высший для Италии статус — DOCG.

## Виноград
Асти изготавливается исключительно из региональной разновидности винограда мускат белый (итал. Moscato Bianco), одного из старейших для Пьемонта сортов винного винограда, который характеризуется высокой степенью сахаристости и достаточной кислотностью, благодаря чему является универсальным, то есть может применяться и в виноделии, и для употребления в пищу в свежем виде.
Белый мускат происходит из восточной части Средиземноморского бассейна, предположительно из Сирии, Египта или Аравии. В южную часть Пиренейского полуострова сорт предположительно попал с греческими колонистами. Распространению в северную часть полуострова и далее в Европу благоприятствовала деятельность венецианских торговых компаний в восточном Средиземноморье.

## История
В 1865 году Карло Ганча, изучавший методы шампанизации вина в Шампани, применил их для производства вина в его компании в Канелли, сначала для красных вин, в том числе и произведённых из мускатов. У Ганча получилось остановить процесс брожения при достаточном уровне сладости путём качественной многократной фильтрации сусла от дрожжей и осадка, и он получил сладкое слабоалкогольное игристое вино, которое стало называться Moscato Spumante. Новое вино получилось столь удачным, что в скором времени его стали производить другие компании в Асти.
С началом XX века приёмы производства были усовершенствованы Федерико Мартинотти, предложившего систему контролируемой ферментации в больших герметичных цистернах-автоклавах (метод Мартинотти-Шарма), и Альфредо Мароне, улучшившим систему фильтрации под давлением.

## Зона производства Асти

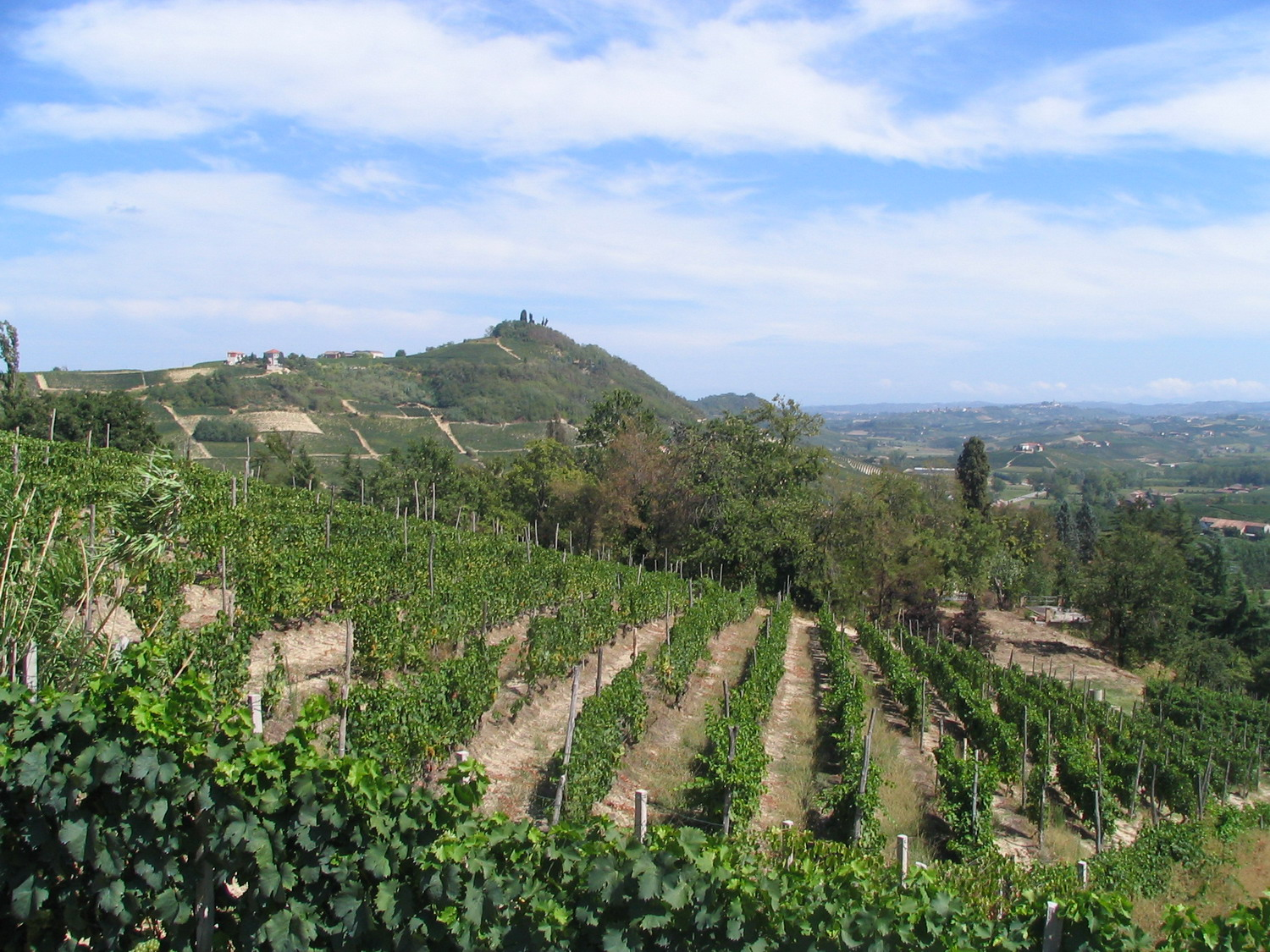
Виноградники Костильоле

«Зона Москато» находится на юго-востоке Пьемонта, размещается между реками Бормида и Танаро и включает в себя холмистые местности южного (нагорного) Монферрата и Ланге, провозглашённые ЮНЕСКО всемирным наследием (см. виноградники Ланге, Роэро и Монферрата).
Производство Асти сосредоточено в основном в провинции Асти и частично в провинциях Кунео и Алессандрия.
Впервые зона была определена в 1932 году и включала в себя 45 коммун. Зона дважды расширялась, в 1967 и 1976 годах, и теперь их число составляет 52.

## Производство
Асти производится исключительно из белого муската, выращенного в соответствующей микрозоне, с максимально допустимой урожайностью не более 100 центнеров с гектара. Сбор винограда осуществляется только вручную. После мягкого отжима сусло помещается в герметичные стальные ёмкости и охлаждается до температуры близкой к 0 °C для предупреждения начала преждевременного брожения. При изготовлении применяют модифицированный метод Шарма-Мартинотти: однократная ферментация в стальных ёмкостях-автоклавах. Для запуска ферментации температуру сусла повышают до 20 °C и добавляют специально подготовленную культуру дрожжей. В процессе ферментации дрожжи перерабатывают сахар в алкоголь и углекислый газ. При достижении содержания алкоголя 7 % давление в ёмкости составляет 5-6 бар при существенной остаточной сахаристости.
Процесс ферментации прерывают путём охлаждения, затем вино тщательно отфильтровывают под давлением от осадка и дрожжей и разливают в бутылки.